# Eumera
Eumera is een geslacht van vlinders van de familie spanners (Geometridae), uit de onderfamilie Ennominae.

## Soorten
- E. hoferi Wehrli, 1934
- E. mulier Prout, 1929
- E. regina Staudinger, 1892
- E. turcosyrica Wehrli, 1932